# Buck Connors
Buck Connors (22 de novembro de 1880 - 4 de fevereiro de 1947) foi um ator de cinema estadunidense, que começou a atuar na era do cinema mudo, alcançando a era sonora e atuando em 97 filmes entre 1912 e 1941, a maioria Westerns b, além de dirigir dois filmes no início da carreira, em 1912.

## Biografia
Connors nasceu George Washington Conner em Streator, Illinois, filho de William Lipkey Conner (1843-1936), que lutara na Guerra Civil e servira sob a ordens do General George Armstrong Custer. Buck Morou em West Virginia e em 1900 serviu na West Virginia Infantary, durante a Guerra Hispano-Americana, em 1898. Serviu também nos Texas Rangers por dois anos e participou, também, da Revolução Mexicana, nos anos 1910.
Por volta de 1912, foi para Hollywood. Nesse ano dirigiu os curta-metragens The Wooing of White Fawn e A Redskin's Appeal, em ambos creditado como George Connor. O primeiro filme em que atuou foi The Burning Lariat, em 1913, pela St. Louis Motion Picture Company, companhia para a qual fez alguns filmes nesse ano. Em 1914, atuou pela Albuquerque Film Manufacturing Company, em filmes como The Price of Crime (1914) e Soul Mates (1914). Pela Victor Film Company atuou em A Life at Stake (1915) e Son o' the Stars (1916). Atuou em seriados tais como Beatrice Fairfax (1916), The $1,000,000 Dollar Reward (1920), entre outros. Pela Universal Pictures atuou em The Phantom Riders (1918) e nos seriados In the Days of Buffalo Bill (1922) e The Social Buccaneer (1923), entre outros. Fez vários westerns ao lado de Jack Hoxie, Hoot Gibson, Buck Jones. Seu último filme foi Underground Rustlers (1941), num pequeno papel não-creditado.
Durante sua carreira, Connors na grande maioria atuou em papéis secundários e, muitas vezes, não era creditado.

## Vida pessoal e morte
Nos anos 1920, casou com Hazel V. Powell (1898 - 1985), com quem teve dois filhos, George Washington Conner, Jr. (1928 - 1932) e Powell Soren Conner (1933 - 1999). A família mudou-se para Quartzsite, no Arizona, onde comprou terras.
Morreu de um ataque cardíaco quando estava fazendo uma visita a Yuma, Arizona. Buck e seu filho George Jr. foram sepultados na propriedade dos Conner, em Quartzsite, mas em 2008 seus restos mortais foram movidos para a Pioneer section, no Hi Jolly Cemetery.

## Filmografia parcial
- The Burning Lariat (1913)
- The Price of Crime (1914)
- Soul Mates (1914)
- A Life at Stake (1915)
- Son o' the Stars (1916)
- Beatrice Fairfax (1916)
- The Phantom Riders (1918)
- The Black Horse Bandit (1919)

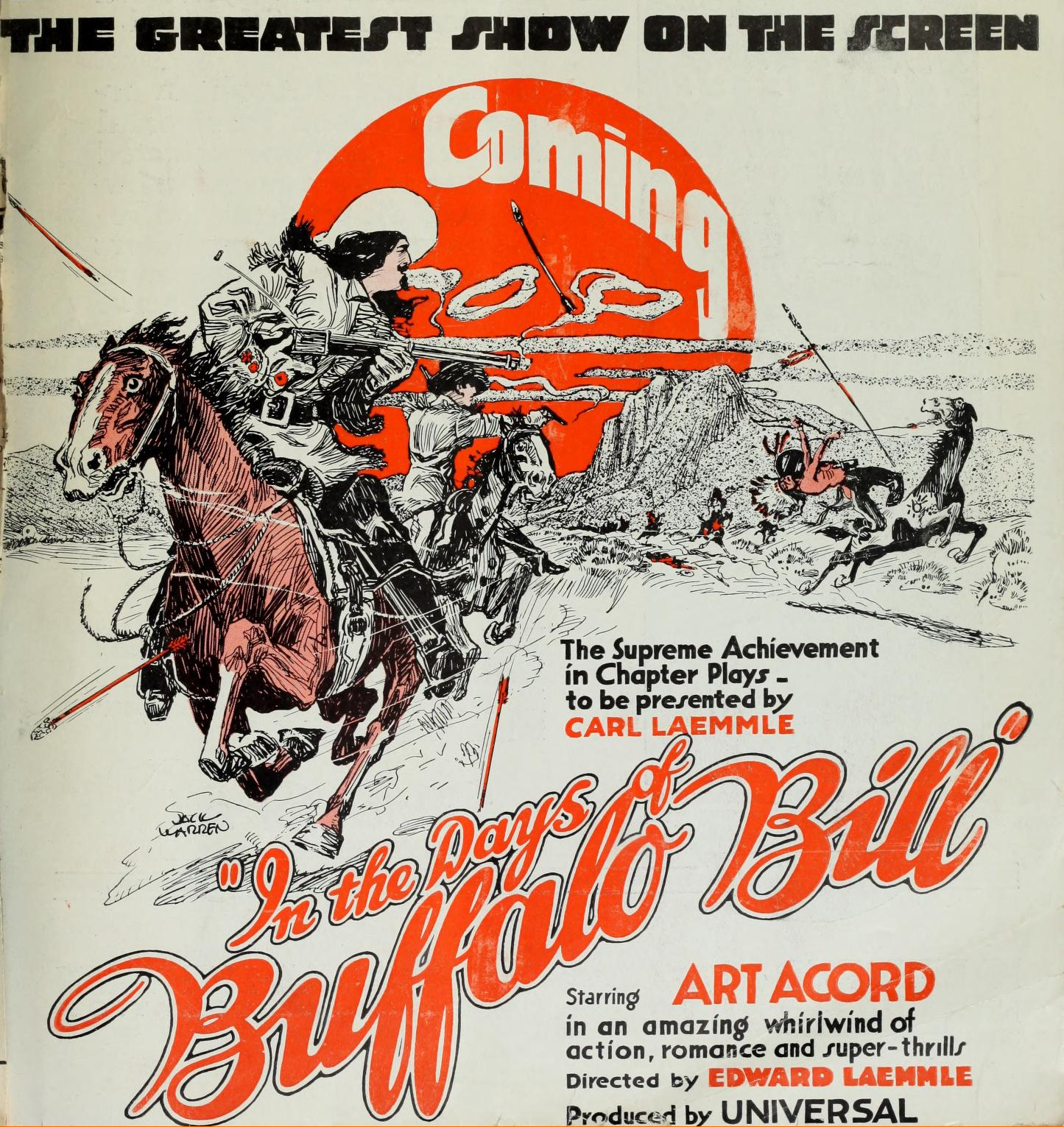
Cartaz do seriado In the Days of Buffalo Bill (1922), em que Buck Connors atuou.

- The $1,000,000 Dollar Reward (1920, creditado George Connors)
- Action (1921)
- In the Days of Buffalo Bill (1922)
- The Social Buccaneer (1923)
- The Radio Detective (1926)
- Open Range (1927)
- The Phantom Flyer (1928)
- Hell's Heroes (1930)
- The Indians Are Coming (1930, narrador, não-creditado)
- Battling with Buffalo Bill (1931)
- Hard Hombre (1931)[5]
- Gordon of Ghost City (1933)
- The Last Round-Up (1934)
- Alias John Law (1935)
- Rustlers of Red Dog (1935)
- Wild West Days (1937)
- The Great Adventures of Wild Bill Hickok (1938)
- The Westerner (1940)
- Underground Rustlers (1941)[6]